# کلتپاک
کلتپاک، روستایی در دهستان حومه بخش مرکزی شهرستان ایرانشهر در استان سيستان و بلوچستان ایران است.

## جمعیت
بر پایه سرشماری عمومی نفوس و مسکن در سال ۱۳۹۵، جمعیت این روستا برابر با ۲۳ نفر (۹ خانوار) بوده‌است.